# Арбеніт Джемайлі
Арбеніт Джемайлі (алб. Arbenit Xhemajli, нар. 23 квітня 1998, Бругг) — косовський футболіст, захисник албанського клубу «Егнатія» та національної збірної Косова. Виступав також за низку європейських клубів. Дворазовий володар Кубка Ліхтенштейну. Чемпіон Албанії, володар Кубка Албанії та володар Суперкубка Албанії.

## Клубна кар'єра
Арбеніт Джемайлі народився 1998 року в швейцарському місті Бругг, та є виховцем футбольної школи клубу «Цюрих». У 2016 році футболіст розпочав грати в молодіжній команді клубу «Цюрих», в якій грав до 2017 року. У 2017 році Джемайлі перейшов до іншого швейцарського клубу «Ксамакс», у якому грав до 2020 року.
У 2020 році Арбеніт Джемайлі перейшов до англійського клубу «Сандерленд», у складі якого грав до початку 2022 року. на початку 2022 року футболіст перейшов до ліхтенштейнського клубу «Вадуц», у складі якого двічі став володарем Кубка Ліхтенштейну.
У 2023 році Джемайлі став гравцем албанського клубу «Егнатія». У сезоні 2023—2024 років футболіст став у складі клубу чемпіоном Албанії та володарем Кубка Албанії, а в 2024 році став володарем Суперкубка Албанії.

## Виступи за збірні
Хоча Арбеніт Джемайлі народився у Швейцарії, на міжнародному рівні він вирішив грати за команду своєї історичної батьківщини — Косова. У 2018—2019 роках Джемайлі грав у складі молодіжної збірної Косова, за яку зіграв у 6 офіційних матчах, забив 1 гол. У 2019 році футболіст провів 1 матч у складі національної збірної Косова.

## Титули і досягнення
- Володар Кубка Ліхтенштейну (2):

«Вадуц»: 2022–2023, 2023–2024
- Чемпіон Албанії (2):

«Егнатія»: 2023–2024, 2024–2025
- Володар Кубка Албанії (1):

«Егнатія»: 2023–2024
- Володар Суперкубка Албанії (1):

«Егнатія»: 2024